# Cachuela Esperanza
Cachuela Esperanza (« rapides de l'espoir » en espagnol) est une petite localité du département du Beni en Amazonie bolivienne. Lors de la fièvre du caoutchouc, ce fut le centre de l'empire commercial de Nicolás Suárez Callaú.

## Localisation
Cachuela Esperanza est situé sur la rive droite du río Beni, 30 km avant sa confluence avec le río Mamoré, les deux formant alors le río Madeira. Le village est uniquement accessible par des routes de terre. Il se trouve à 134 m d'altitude.